# Heinrich von Bünau (Kammerherr, 1656)
Heinrich von Bünau (* 19. Dezember 1656 in Dresden; † 28. März 1729 in Dresden) war ein königlich-polnischer und kurfürstlich-sächsischer Kammerherr und Amtshauptmann sowie Rittergutsbesitzer.

## Leben
Er stammte aus dem obersächsischen Adelsgeschlecht von Bünau. Als Enkel und Erbe von Heinrich von Taube erbte er dessen Rittergut Püchau.
Verheiratet war Heinrich von Bünau in erster Ehe mit Eleonora Elisabeth von Bünau, geborene von Selmnitz, einer Tochter des kursächsischen Geheimrats Ernst Friedemann von Selmnitz. Seine Ehefrau Eleonora Elisabeth starb am 24. November 1698 und hinterließ ihm folgende zehn unmündige Kinder: Erdmuth Sophia (18 Jahre), Rudolph I. (14 Jahre), Heinrich I. (13 Jahre), Günther I. (12 Jahre), Christiana Elisabeth (9 Jahre), Rudolph II. (7 Jahre), Charlotta Eleonora (6 Jahre), Johanna Louysa (5 Jahre), Heinrich II. (2 Jahre) und Eleonora Elisabeth. Heinrich von Bünaus Ehefrau war an den Folgen der Geburt des letzten Kindes gestorben. Kurz darauf, am 9. Dezember 1698, verstarb auch die gemeinsame Tochter Rachel.
Als Kammerherr trat Heinrich von Bünau in den Dienst Augusts des Starken am sächsischen Hof in Dresden, der ihn zu Beginn des 18. Jahrhunderts zu seinem Amtshauptmann in Eilenburg ernannte. Diese dienstliche Tätigkeit erforderte eine längere Anwesenheit in der kursächsischen Amtsstadt Eilenburg. In seinen letzten Lebensjahren war er der Älteste des Adelsgeschlechts von Bünau.
Heinrich von Bünau heiratete ein zweites Mal am 24. Mai 1701. Seine neue Ehefrau wurde Anna Sophie geborene von Güntherode, die am 4. April 1729 starb.
Heinrich von Bünaus gleichnamiger, 1697 geborener jüngster Sohn aus erster Ehe, obengenannter Heinrich (II.) von Bünau († 1745), folgte ihm 1729 als Besitzer des Rittergutes Püchau. Dessen Sohn Heinrich wurde 1762 in den Grafenstand erhoben.

## Verwechselbarkeit der Namensträger
Aufgrund eines Familiengesetzes der Familie Bünau, das bereits im 12. Jahrhundert in Kraft war, durften für männliche Nachkommen nur die Vornamen Günther, Heinrich oder Rudolph verwendet werden. Es gibt deshalb innerhalb der weit verzweigten Sippe zahlreiche Personen mit dem Namen Heinrich von Bünau. Dies führte in der bisherigen Geschichtswissenschaft nicht selten zu falschen Personenzuordnungen oder -verwechslungen.